# Amimone

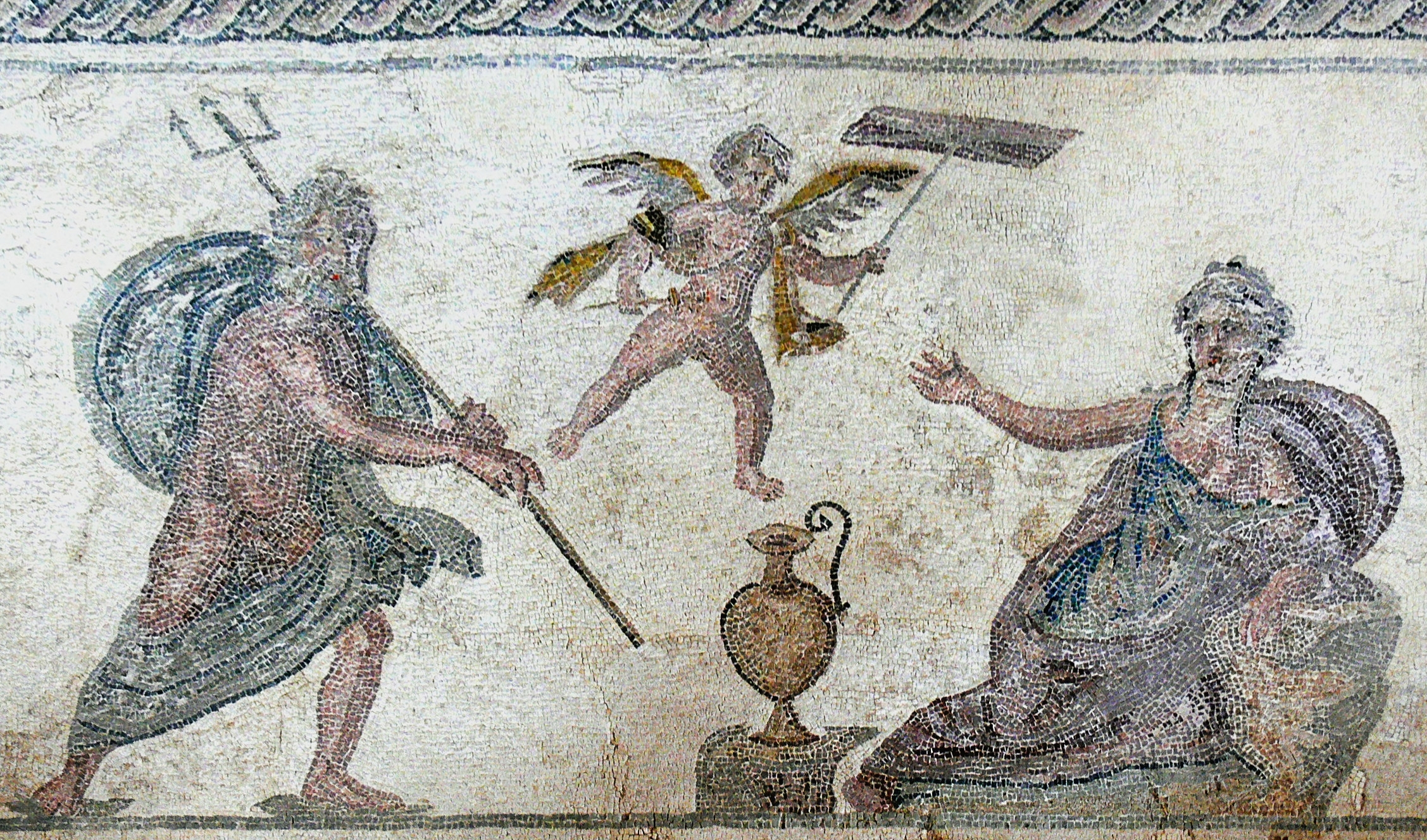
Posidó i Amimone

Segons la mitologia grega, Amimone (en grec antic: Ἀμυμώνη), va ser una de les Danaides, una de les cinquanta filles del rei Dànau. La seva mare era Europa. Estava casada amb Encèlad, un fill d'Egipte.
Quan Dànau va fugir de Líbia amb les seves filles, Amimone també el va acompanyar i es va instal·lar amb ell a Argos. El país estava sense aigua, perquè Posidó, irritat de què el territori hagués estat concedit a Hera, quan el reclamava ell, va provocar l'estroncament dels rius i les fonts. Quan Dànau es va establir com a rei d'Argos, va enviar les seves filles a buscar aigua. Amimone se'n va anar amb les seves germanes, però van caminar molt i se sentia cansada. Va estirar-se a dormir al camp i va aparèixer un sàtir que va voler-la violar mentre dormia, llavors la jove va invocar Posidó. El déu es va presentar i va rebutjar el sàtir amb un cop de trident.Apol·lodor i Higí donen una versió lleugerament diferent: Amimone va disparar una fletxa contra un cérvol i va ferir lleugerament al sàtir, que dormia, i la va voler violar. Va demanar ajuda i arriba Posidó. Amimone va entregar al déu allò que havia negat al sàtir. El trident de Posidó havia donat un cop a una roca i d'allà va brollar una triple font. Una altra versió explica que Posidó, enamorat d'Amimone, quan aquesta noia va demanar auxili, la va ajudar i li va revelar l'existència de la Font de Lerna. De les seves relacions amb Posidó, va néixer Naupli.